# Stefansbachtal-Viadukt

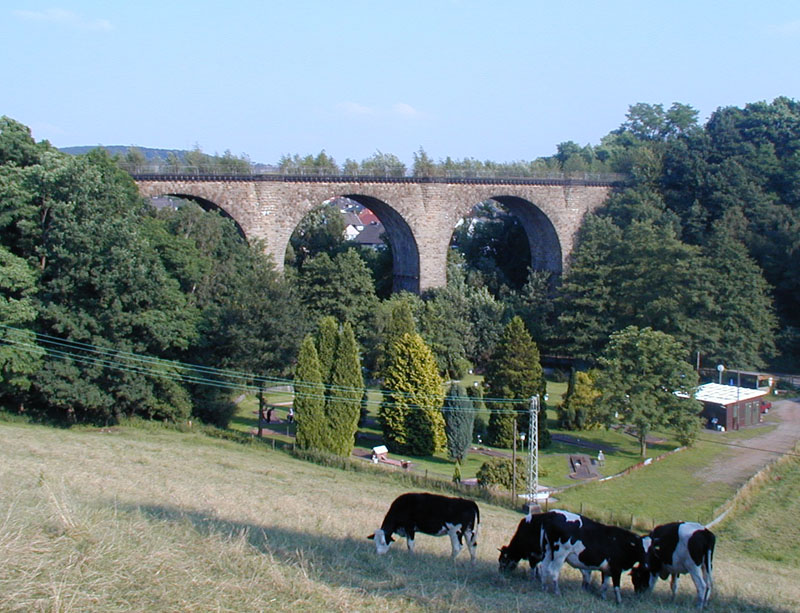
Stefansbachtal-Viadukt, 2002

Das Stefansbachtal-Viadukt ist ein 1911 aus Quadermauerwerk erbautes, fünfbögiges Viadukt in Gevelsberg über den Stefansbach der Bahnstrecke Witten–Schwelm. Es hat eine Höhe von ca. 24 m, eine Länge von rund 90 m und liegt auf Kilometer 14,5 ab Witten. Die Bahnstrecke wurde 1934 eröffnet und Anfang der 1980er Jahre stillgelegt. Der Viadukt wurde 2021 saniert.